# ذى الركب (الحد)

تعديل مصدري - تعديل

ذى الركب هي إحدى قرى عزلة الحد بمديرية الحد التابعة لمحافظة لحج، بلغ تعداد سكانها 53 نسمة حسب تعداد اليمن لعام 2004.